# Fontenay (Wogezy)
Fontenay – miejscowość i gmina we Francji, w regionie Grand Est, w departamencie Wogezy.
Według danych na rok 1990 gminę zamieszkiwało 375 osób, a gęstość zaludnienia wynosiła 58 osób/km² (wśród 2335 gmin Lotaryngii Fontenay plasuje się na 682. miejscu pod względem liczby ludności, natomiast pod względem powierzchni na miejscu 879.).